# Shiroi
Shiroi (白井市, Shiroi-shi) é uma cidade japonesa localizada na província de Chiba.
Em 2003 a cidade tinha uma população estimada em 51 719 habitantes e uma densidade populacional de 1 460,58 h/km². Tem uma área total de 35,41 km².
A cidade fica ligeiramente equidistante do centro de Tóquio e do Aeroporto Internacional de Narita. A principal ligação de transportes para a cidade pertence aos caminhos de ferro de alta velocidade Hokuso, pelos quais se consegue ir de Shiroi até à Estação de Tóquio em cerca de 50 minutos. O governo provincial de Chiba tem planos que pretende concretizar até 2010, para uma ligação de caminhos de ferro, já em construção, que ligarão Shiroi a Tóquio e ao Aeroporto de Narita.
Durante a era Meiji, Shiroi tornou-se numa região produtora de fruta. Os agricultores locais cultivam kiwis e uvas, ainda que a mais famosa das frutas de Shiroi sejam, mesmo, as peras. Na primavera, as flores das pereiras rivalizam com a sakura (a flor de cerejeira, cuja contemplação é um dos hábitos preferidos dos japoneses).
Enquanto que a economia japonesa se desenvolvia a passos de gigante, durante a década de 1970, grande parte da população procedia a um acentuado êxodo rural. O crescimento de Tóquio obrigou à fixação de residentes nos subúrbios que se disseminavam na região de Kanto. O verdadeiro crescimento de Shiroi data desta altura. A ligação por caminho de ferro para a cidade de Chiba foi completada em 1979, tendo sido ligada à rede ferroviária de Tóquio em 1991.
O governo municipal foi constituído em 1 de Abril de 2001.

## Cidade-irmã
- Shire of Campaspe, Austrália